# Furcifer labordi
El camaleón de Labord (Furcifer labordi) es una especie de camaleón de la familia Chamaeleonidae endémica de Madagascar. Es considerada una especie vulnerable de acuerdo a la Lista Roja de la UICN.

## Etimología
El nombre específico, labordi, es en honor al aventurero francés Jean Laborde.

## Distribución geográfica
El camaleón de Labord es nativo de los bosques caducifolios del sudoeste de Madagascar.

## Ciclo de vida
F. labordi vive únicamente entre 4 y 5 meses, lo que le convierte en el vertebrado terrestre con menor esperanza de vida registrado. En su hábitat natural, los huevos eclosionan con las primeras lluvias en noviembre. El crecimiento es rápido, y alcanzan la edad adulta aproximadamente en enero, mes en el cual se aparean. La época de apareamiento es corta e intensa y los machos pelean para dejar su descendencia, su llamativo cuerno solo está presente en los machos y tiene como función la atracción de las hembras. A finales de febrero o principios de marzo, las hembras depositan sus huevos bajo tierra, poco después la población entera muere, dejando en manos de la próxima generación la supervivencia de la especie. Ningún otro tetrápodo presente un ciclo de vida tan corto.

## En cautiverio
En cautiverio los huevos de camaleón de Labord eclosionan después de 4 meses de incubación a una temperatura de 26 °C (79 °F). Los jóvenes crecen muy rápidamente, alcanzando la edad adulta a los tres meses de su nacimiento. Los ejemplares alimentados con una dieta rica en calorías crecen más y cuentan con colores vivos, mientras que si su dieta es pobre en calorías los ejemplares son mucho más delgados y únicamente verdes.